# Aphrissa
Aphrissa is een geslacht in de orde van de Lepidoptera (vlinders) familie van de Pieridae (Witjes).
Aphrissa werd in 1873 beschreven door Butler.

## Soorten
Aphrissa omvat de volgende soorten:
- Aphrissa boisduvalii - (Felder, C & R Felder, 1861)
- Aphrissa fluminensis - (D'Almeida, 1921)
- Aphrissa godartiana - (Swainson, 1821)
- Aphrissa neleis - (Boisduval, 1836)
- Aphrissa orbis - (Poey, 1832)
- Aphrissa schausi - (Avinoff, 1926)
- Aphrissa statira - (Cramer, 1777)
- Aphrissa wallacei - (Felder, C & R Felder, 1862)